# روی کلرید
روی کلرید (به فارسی کلرید روی) (به انگلیسی: Zinc chloride) با فرمول شیمیایی ZnCl۲ یک ترکیب شیمیایی با شناسه پاب‌کم ۳۰۰۷۸۵۵ است. که جرم مولی آن 136.315 g/mol می‌باشد. شکل ظاهری این ترکیب، جامد بلوری سفید است. محلولهای آبی غلیظ کلرید روی خاصیت قابل توجهی در حل نشاسته، ابریشم و سلولز دارند.

## کاربرد در صنایع
- از کلرید روی در بعضی صنایع پارچه سازی به عنوان ضدحریق استفاده می‌شود.
- الیاف ولکانیزه با خیساندن کاغذ در کلرید روی غلیظ ساخته می‌شود.
- از این ماده در تشخیص اثر انگشت استفاده می‌شود.
- در صنعت پزشکی، در درمان سرطان پوست مؤثر است.

بنابراین این ماده شیمیایی در صنایع پارچه، پزشکی و کاغذسازی کاربرد دارد.